# Залах
Залах (нем. Salach) — община в Германии, в земле Баден-Вюртемберг.
Подчиняется административному округу Штутгарт. Входит в состав района Гёппинген. Население составляет 7748 человек (на 31 декабря 2010 года). Занимает площадь 8,32 км².

## Города-побратимы
- Фужроль (Франция, с 1971)